# غريغ ويليامسون
غريغ ويليامسون هو طبال كندي، ولد في 13 أغسطس 1978.